# Charles de Saint-Évremond

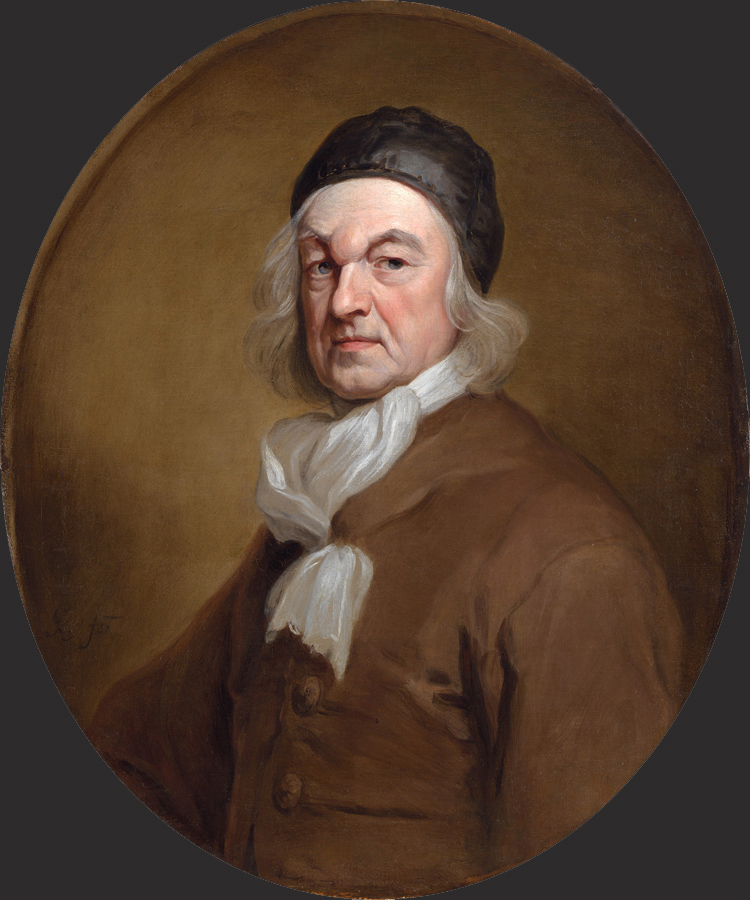
Charles de Saint-Évremond, Porträt von Godfrey Kneller, 1680er Jahre

Charles Marguetel de Saint-Denis de Saint-Évremond, Seigneur de Saint-Évremond, (* 1. April 1613 in Saint-Denis-le-Guast bei Coutances, Normandie; † 29. September 1703 in London) war ein französischer Militär, Schriftsteller, Moralist und Freidenker. Er nimmt eine Übergangsstellung zwischen Michel de Montaigne und der französischen Aufklärung ein.

## Leben
Saint-Évremond ging auf das Collège de Clermont der Jesuiten in Paris, studierte Philosophie in Caen und Jura am Collège d’Harcourt in Paris. Bald darauf wurde er Soldat und kämpfte 1629 unter dem Marschall von Bassompierre in Italien, wurde nach der Eroberung von Landrecies 1637 Hauptmann, nahm an der Schlacht von Rocroi teil, der Schlacht von Nördlingen und der Belagerung von Lleida (Lérida). Dazwischen lernte er Spanisch und Italienisch, las Montaigne und wurde bei einem Aufenthalt 1639 in Paris Schüler von Pierre Gassendi und Anhänger des Epikureismus. Er frequentierte in Paris literarische Salons wie den von Ninon de Lenclos, deren Liebhaber er war. Saint-Évremond stand zeitweise dem Großen Condé nah, wurde aber von diesem 1648 seines Kommandos enthoben, als er sich satirisch über ihn äußerte. In der Fronde hielt er zum König und war zuletzt Feldmarschall (Maréchal de Camp), bevor er im Rahmen der Sturzes von Nicolas Fouquet zu Fall kam. Dazu trug ein zufällig entdeckter Brief von Saint-Évremond bei, in dem er die Politik Mazarins im Pyrenäenfrieden kritisiert. Um der Verhaftung zu entgehen, floh er über die Niederlande 1662 nach England, wo er eine Pension von Karl II. erhielt. Er war wegen seiner Umgangsformen und seines Witzes gern gesehen am Hof von Karl II., gehörte zum Umkreis von Hortense Mancini, einer Nichte von Kardinal Jules Mazarin, die ab 1670 in London war, und korrespondierte mit Ninon de Lenclos. Bei einem Aufenthalt 1665 bis 1670 in den Niederlanden traf er 1666 Spinoza. Er erreichte ein hohes Alter und liegt in der Poets Corner in der Westminster Abbey begraben. Er schrieb vor allem für seine Freunde und erlaubte zu Lebzeiten keine Veröffentlichung seiner Werke (es gab aber Raubdrucke), beauftragte damit aber Des Maizeaux nach seinem Tod und sie erschienen in London in zwei Bänden 1705.
Als sein Hauptwerk gelten die satirischen Conversation du maréchal du Hocquincourt avec le père Canaye (um 1663), wobei letzterer einen Jesuitenlehrer von de Èvremond als Vorbild hatte, und die Korrespondenz mit Ninon de Lenclos (veröffentlicht 1752). Eine weitere Satire ist Retraite de M. le duc de Longeville (1649). Seine Reflexions sur les divers genies du peuple romain (1663) beeinflussten Montesquieu. Er schrieb auch Theaterstücke wie die Verskomödie Les Académistes (1643) und Sir Politick Would-be (um 1664, im englischen Stil nach Volpone von Ben Jonson), Essays und Literaturkritik.

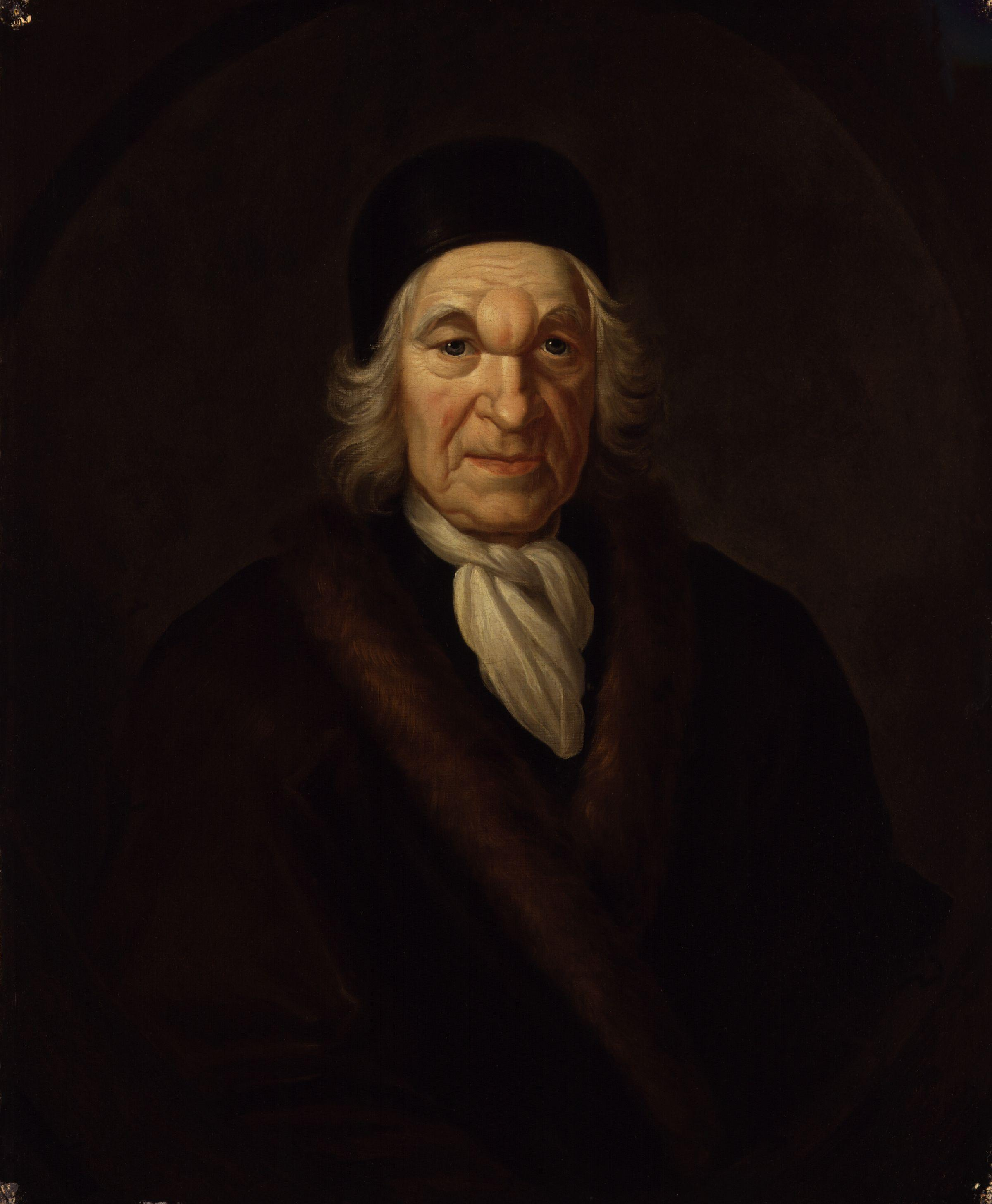
Gemälde von Jacques Parmentier 1701, National Portrait Gallery

## Schriften
- Robert Finch, Eugène Joliat (Hrsg.): Les Opéra. Droz, Genf 1979
- René Ternois (Hrsg.): Œuvres en prose. Didier, Paris 1962
- Louis d'Espinay Ételan, Paolo Carile u. a. (Hrsg.): La Comédie des académistes. Nizet, Paris 1976
- David Bensoussan (Hrsg.): Entretiens sur toutes choses. Desjonquères, Paris 1998
- Jean-Pierre Jackson (Hrsg.): Écrits philosophiques. Alive, Paris 1996
- Réflexions sur les divers génies du peuple romain dans les divers temps de la république. Jovene, Neapel 1982
- Conversations et autres écrits philosophiques. Aveline, Paris 1926
- René Ternois (Hrsg.): Lettres. Didier, Paris 1967
- Maximes et œuvres diverses. Éditions du Monde Moderne, Paris 1900–1965
- Pensées d’Épicure précédées d'un Essai sur la morale d’Épicure. Payot, Paris 1900

Deutsche Übersetzung:
- Karl Federn (Hrsg.): Schriften und Briefe des Herrn von Saint Evremond und die Memoiren der Herzogin von Mazarin. 2 Bände, Georg Müller, München 1912